# Повіт Нісі-Івай
Пові́т Ні́сі-Іва́й (яп. 西磐井郡, にしいわいぐん, МФА: [ɲiɕi iwai̯ guɴ]) — повіт у префектурі Івате, Японія.